# Satisfaction (Benny Benassi)
Satisfaction è un brano del 2002 del dj italiano Benny Benassi. È il primo singolo estratto dall'album Hypnotica.
Il brano è il singolo di maggior successo di Benny Benassi. Nel dicembre del 2005 la catena di fast food statunitense Wendy's ha utilizzato Satisfaction come colonna sonora per un suo spot pubblicitario. Nel 2023 viene realizzata la canzone Fashion di Drillionaire, Lazza, Anna Pepe e Tony Effe, che campiona la melodia della canzone.

## Video
La canzone possiede due videoclip: la prima versione, diretta da Mauro Vecchi e prodotto dalla società Kalimera, e la seconda, diretta da Dougal Wilson e prodotto dalla società Colonel Blimp, sono state ambedue girate nel 2003. Nel video di Wilson recitano le modelle inglesi Jerri Byrne, Thekla Roth, Natasha Mealey, Lena Franks e Suzanne Stokes, quasi tutte già allora o divenute dopo pornoattrici.

## Versioni ufficiali
| #   | Title                                       | Length |
| --- | ------------------------------------------- | ------ |
| 1.  | "Satisfaction (Radio Edit)"                 | 3:19   |
| 2.  | "Satisfaction (Isak Original)"              | 6:39   |
| 3.  | "Satisfaction (Voltaxx Radio Edit)"         | 3:42   |
| 4.  | "Satisfaction (Greece Dub)"                 | 6:40   |
| 5.  | "Satisfaction (Robbie Rivera Remix)"        | 7:51   |
| 6.  | "Satisfaction (Steve Murano Remix)"         | 8:24   |
| 7.  | "Satisfaction (Voltaxx Remix)"              | 5:43   |
| 8.  | "Satisfaction (DJ I.C.O.N. Remix)"          | 5:29   |
| 9.  | "Satisfaction (B-Deep Remix)"               | 6:28   |
| 10. | "Satisfaction (Isak Original Instrumental)" | 6:39   |
| 11. | "Satisfaction (Greece Dub Instrumental)"    | 6:40   |
| 12. | "Satisfaction (Isak Original Edit)"         | 4:06   |
| 13. | "Satisfaction (Shifta Remix)"               | 4:33   |
| 14. | "Satisfaction (J.Rabbit Bootleg)"           | 4:06   |

## Tracce
CD single
1. "Satisfaction" (Isak Original Edit) — 4:06
2. "Satisfaction" (Isak Original) — 6:36

CD single
1. "Satisfaction" (Isak Original Edit) — 3:58
2. "Satisfaction" (DJ Ruthless and Vorwerk Mix) — 6:04
3. "Satisfaction" (B. Deep Remix) — 6:27
4. "Satisfaction" (Isak Original) — 6:36
5. "Satisfaction" (Acapella) — 6:15

CD maxi
1. "Satisfaction" (Mokkas Radio) — 3:54
2. "Satisfaction" (Voltaxx Radio Remix) — 3:39
3. "Satisfaction" (Voltaxx Extended Remix) — 5:39
4. "Satisfaction" (Isak Original) — 6:36
5. "Satisfaction" (Greece Dub) — 6:38
6. "Satisfaction" (B. Deep Remix) — 6:27
7. "Satisfaction" (DJ I.C.O.N. Remix) — 5:29

12" maxi
1. "Satisfaction" (Isak Original) — 6:36
2. "Satisfaction" (DJ I.C.O.N. Remix) — 5:29
3. "Satisfaction" (Voltaxx Remix) — 5:39
4. "Satisfaction" (Greece Dub) — 6:38
5. "Satisfaction" (B. Deep Remix) — 6:37

12" maxi - Remixes
1. "Satisfaction (Robbie Rivera Remix) — 6:14
2. "Satisfaction (Surprise Package) — 8:28

## Classifiche
| Classifica (2003) | Posizione raggiunta |
| ----------------- | ------------------- |
| Australia         | 10                  |
| Belgio (Fiandre)  | 14                  |
| Belgio (Vallonia) | 4                   |
| Danimarca         | 17                  |
| Francia           | 4                   |
| Germania          | 38                  |
| Irlanda           | 11                  |
| Paesi Bassi       | 10                  |
| Regno Unito       | 2                   |
| Romania           | 29                  |
| Svizzera          | 44                  |